# All Is Full of Love
All Is Full of Love è una canzone di Björk del 1999 ed è il quinto ed ultimo singolo tratto dall'album Homogenic.
La band Death Cab for Cutie ha realizzato una cover della canzone, inclusa nell'album The Stability E.P..

## Video musicale

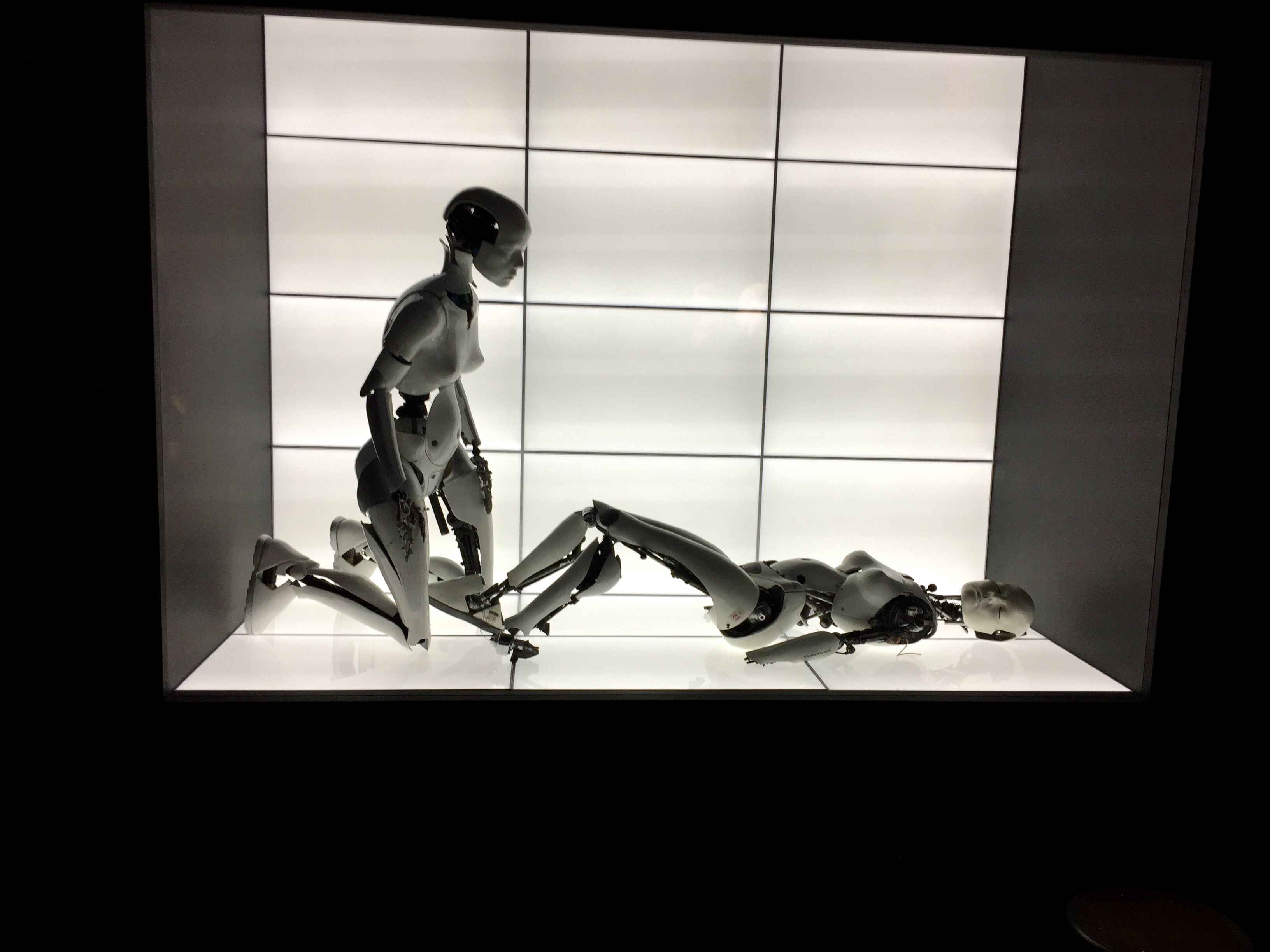
Installazione al MoMA di New York

Il video musicale è stato diretto da Chris Cunningham e mostra due robot, entrambe femmine, in intimità. È un'installazione permanente al Museum of Modern Art di New York ed è considerato uno standard dell'animazione computerizzata. Il video ha ricevuto numerosi premi, fra cui un MTV Video Music Awards ed ha avuto una nomination ai Grammy Award.
Il video è montato al contrario, come si capisce dall'acqua che scorre contro la forza di gravità. Questo ha comportato difficoltà nel comprendere il significato del video. La sequenza normale inizia mostrando un robot, con le sembianze di Björk, che giace su una piattaforma di montaggio in una camera bianca. Prima che finisca l'assemblaggio della Björk robotica, compare un altro robot con le stesse sembianze e iniziano a baciarsi appassionatamente. Questo è l'ordine in cui il video va visto, come indicato sul sito del regista. Comunque, seguendo il video come indicato dallo scorrere dell'acqua, si vede che i due robot vengono separati dai macchinari che li circondano e vengono smontati e disattivati.

## Tracce

### CD1
1. All Is Full of Love – 04:50
2. All Is Full of Love (Funkstörung Exclusive mix) – 04:36
3. All Is Full of Love (Strings) – 04:46

### CD2
1. All Is Full of Love (Album version) – 04:32
2. All Is Full of Love (Plaid remix) – 04:15
3. All Is Full of Love (Guy Sigsworth mix) – 04:22

### DVD
1. All Is Full of Love (Video edit) – 04:50
2. All Is Full of Love (Funkstörung Exclusive mix) – 04:36
3. All Is Full of Love (Strings) – 04:46

### 12" vinile 1
1. All Is Full of Love (μ-ziq 7 minute mix) – 03:51
2. All Is Full of Love (μ-ziq 1 minute mix) – 01:05
3. All Is Full of Love (Funkstörung Exclusive mix) – 04:36

### 12" vinile 2
1. All Is Full of Love (Plaid remix) – 04:15
2. All Is Full of Love (Guy Sigsworth mix) – 04:22

## Classifiche
| Paese       | Posizione più alta |
| ----------- | ------------------ |
| Regno Unito | 24                 |